# Clytus lama
Clytus lama är en skalbaggsart som beskrevs av Étienne Mulsant 1850. Clytus lama ingår i släktet Clytus och familjen långhorningar. IUCN kategoriserar arten globalt som livskraftig.
Artens utbredningsområde är:
- Corsica.
- Frankrike.
- Ukraina.

Inga underarter finns listade i Catalogue of Life.